# Mario Maffei
Pour les articles homonymes, voir Maffei.
Mario Maffei, né à Viareggio le 7 avril 1918 et mort à Rome le 10 mars 2001, est un réalisateur, scénariste et acteur italien.

## Biographie
Maffei a travaillé comme assistant-réalisateur pendant une période de 55 ans, entre 1936 et 1991. Il a fait ses débuts au cinéma sous le pseudonyme de Michele Badiek dans le film Pioggia d'estate réalisé par Mario Monicelli.
Pendant la Seconde Guerre mondiale, il travaille principalement dans le cinéma documentaire, pour revenir à la fiction dans l'après-guerre. Il fait ses débuts en tant qu'acteur en 1947, en participant aux films Tombolo, paradis noir, et Les Aventures de Pinocchio.
Entre 1963 et 1969, il met en scène trois longs-métrages et une série de courts-métrages. Son premier film est une adaptation du roman d'Alessandro Manzoni, Les Fiancés (I promessi sposi), en 1964. Il est également producteur de certains films pour d'autres réalisateurs, particulièrement du mondo L'Incroyable Vérité (Mondo cane 2),.

## Filmographie

### Réalisateur
- 1964 : I promessi sposi (it)
- 1966 : Sous la loi de Django (La grande notte di Ringo)
- 1967 : Le Tigre sort sans sa mère (Da Berlino l'apocalisse)

### Scénariste
- 1968 : À genoux, Django (Black Jack) de Gianfranco Baldanello

### Acteur
- 1947 : Le avventure di Pinocchio de Giannetto Guardone : un carabinier